# Leitão

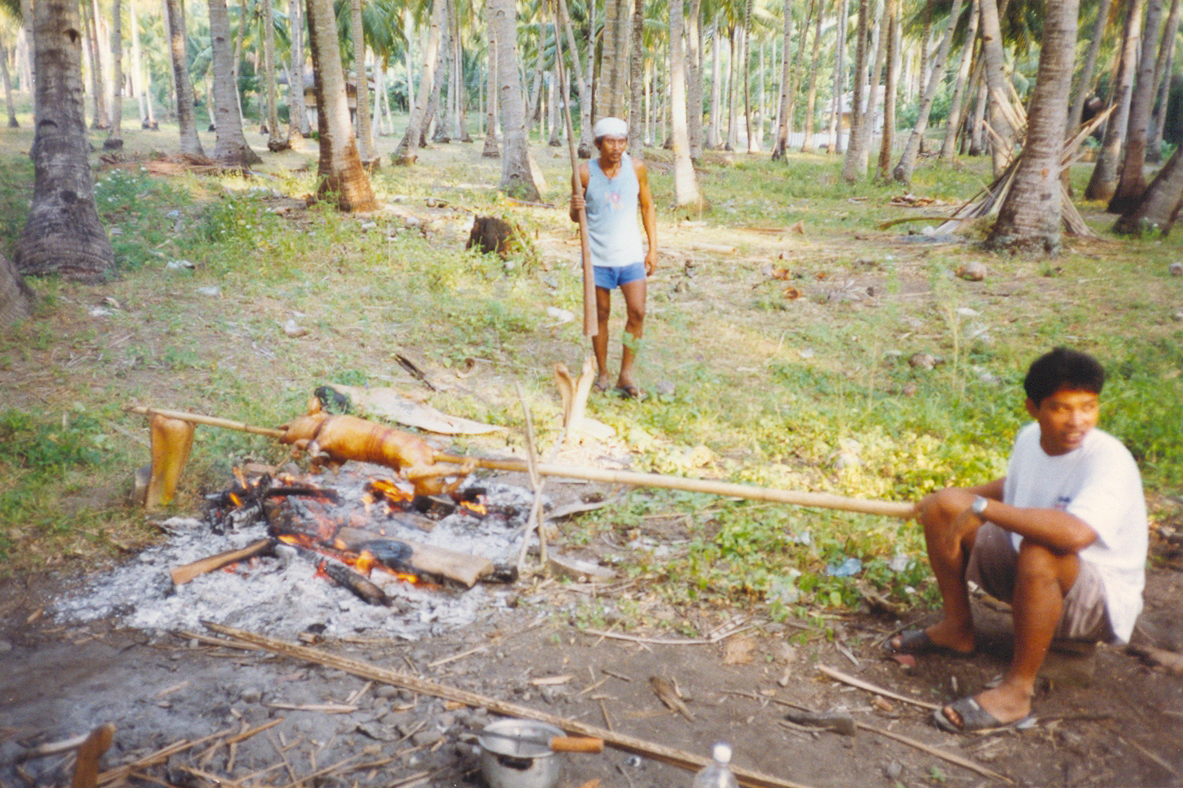
Leitão sendo assado nas Filipinas

Leitão é o nome comum para o porco jovem. Os nomes bácoro e bácaro também são usados. Sua criação e consumo existe por todo o mundo, destacando países como Portugal (especialmente na região da Bairrada), Brasil, Espanha, Bolívia, Uruguai, Argentina, Chile, Colômbia, Cuba, México, Porto Rico, Filipinas, República Dominicana, Guame, Indonésia (Bali), etc. O nome leitão se refere ao seu período de lactância.

## Consumo
É consumido durante todo o ano principalmente assado  e frito. Para fazer o leitão assado precisa-se de um animal menor de dois anos de idade, preferencialmente um leitão (menos de dois meses e não mais de 6,5 kg de peso), por estar alimentado apenas com leite o que faz que sua carne seja mais suave. É assado preferencialmente em um forno a lenha a 90°C durante uma hora ou uma hora e quinze minutos.